# Kolej Warszawsko-Terespolska

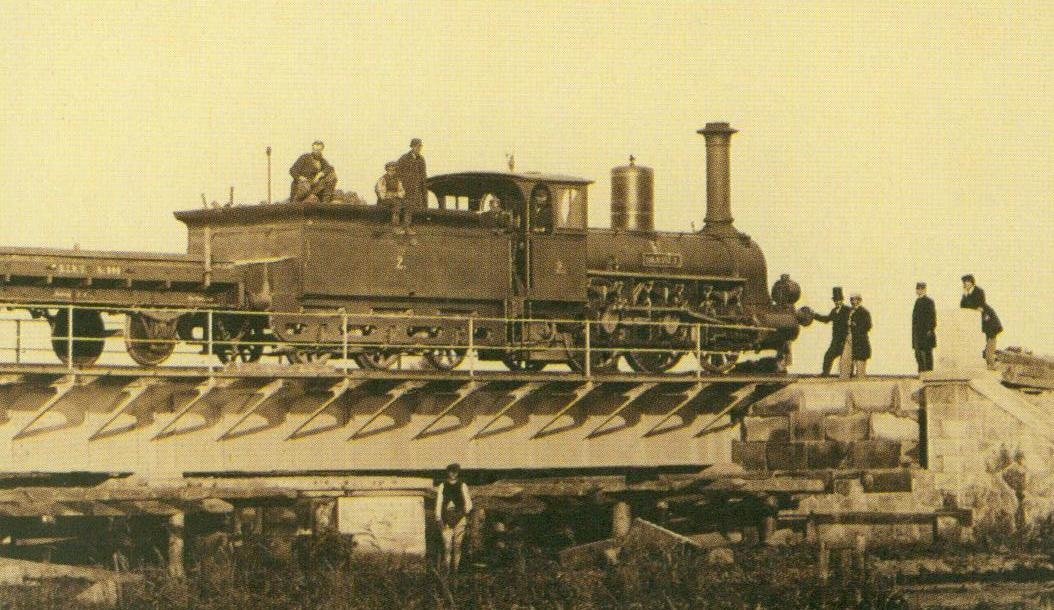
Lokomotywa parowa Sigl Kolei Warszawsko-Terespolskiej, 1866

Kolej Warszawsko-Terespolska – powstała jako trzecia linia kolejowa na ziemiach ówczesnego Królestwa Polskiego. Otwarta została w 1866 r. i łączyła Warszawę z Terespolem.
Trasa kolei to Warszawa – Siedlce – Łuków – Terespol. W Terespolu linia łączyła się z Koleją Moskiewsko-Brzeską. W 1873 r. w Brześciu otwarto połączenie z Kijowem. Kolej Warszawsko-Terespolska miała szeroki rozstaw szyn zgodny z normami rosyjskimi.
W Warszawie, dokładniej na Pradze, kolej została połączona bocznicą z Koleją Petersburską.
Dworzec Terespolski znajdował się niedaleko ówczesnej ul. Brzeskiej (obecnie ul. Kijowska). W późniejszym okresie zmieniał nazwy na Dworzec Brzeski i obecnie Warszawa Wschodnia.

## Działalność
Kolej została wybudowana w latach 1866–1867 przez Towarzystwo Drogi Żelaznej Warszawsko-Terespolskiej (212 km torów) z inicjatywy przedsiębiorcy i bankiera Leopolda Kronenberga. Była to – po Kolei Warszawsko-Wiedeńskiej i Kolei Warszawsko-Petersburskiej – trzecia linia, która powstała na terenie Królestwa Polskiego, uruchomiona została 27 września 1866.
Funkcjonowała pod nazwą Kolej Warszawsko-Terespolska (ros. Варшавско-Тереспольская железная дорога). Z racji umiejscowienia na prawym brzegu Wisły, uzyskano koncesję na szeroki tor, na którym była oparta kolej carskiej Rosji. Linię połączono łącznicą z Koleją Petersburską.
Struktura organizacyjna oraz administracja była wzorowana na Kolei Warszawsko-Wiedeńskiej, także pracownicy byli narodowości polskiej (m.in. dyrektor Chrzanowski), a ci niższego szczebla byli nawet rekrutowani z pracowników „Wiedenki”. W styczniu 1871 zbudowano linię łączącą Terespol z Brześciem, a w latach następnych znacząco rozbudowano sieć kolejową na terenach późniejszej II Rzeczypospolitej, co dało bezpośrednie połączenie z Moskwą i Kijowem. Wszystkie linie na wschód od Warszawy były szerokotorowe, co wraz z brakiem mostu kolejowego na Wiśle skutecznie utrudniało transport towarów z Rosji na zachód. Przyczyniło się to do wzrostu znaczenia Warszawy jako handlowego okna na świat cesarstwa. Bezpośredni transport drogą szynową umożliwiła budowa Kolei Obwodowej (1876), która połączyła prawobrzeżne, szerokotorowe linie przez most kolejowy na Wiśle z Drogą Żelazną Warszawsko-Wiedeńską. Zbiegło się to z ukończeniem w 1877 r. budowy Kolei Nadwiślańskiej z Kowla do Mławy przez Warszawę, która została połączona bocznicą z Koleją Terespolską. Wprawdzie przeładunek w Warszawie był konieczny, ale i tak usprawniono komunikację Rosji z zachodnimi ziemiami Królestwa Polskiego i zagranicą.
W 1881 r. Kolej Warszawsko-Terespolska została przejęta przez państwo, co zapoczątkowało proces intensywnej rusyfikacji na wszystkich szczeblach spółki. W 1896 r. Kolej Warszawsko-Terespolska została połączona z Koleją Nadwiślańską w Koleje Nadwiślańskie (ros. Priwislinskie żeleznyje dorogi).
Podczas I wojny światowej, w okresie okupacji niemieckiej linię przekuto na tor o normalnej szerokości.
Po odzyskaniu przez Polskę niepodległości zarząd nad linią przejęły Polskie Koleje Państwowe i obecny przebieg linii Warszawa Zachodnia – Terespol pokrywa się w zdecydowanej większości z linią Kolei Warszawsko-Terespolskiej.